# Аль-Хиндави, Одаи
Одаи Рияд Адель Аль-Хиндави (араб. عدي الهنداوي‎; род. 28 июля 1991, Ирбид, Иордания) — иорданский боксёр-любитель, выступающий в средней, в полутяжёлой, и в первой тяжёлой весовых категориях. Член национальной сборной Иордании, участник Олимпийских игр 2020 года, серебряный призёр Азиатских игр (2014), серебряный призёр чемпионата Азии (2022), бронзовый призёр Арабского чемпионата (2018), участник чемпионатов мира 2019 и 2021 годов в любителях.

## Биография
Одаи Аль-Хиндави родился 28 июля 1991 года в городе Ирбид, в мухафазе Ирбид, в Иордании.

## Любительская карьера
В апреле 2012 года, в Астане (Казахстан) участвовал в Азиатском олимпийском квалификационном турнире, в категории до 75 кг, но в 1/8 финала по очкам (11:19) проиграв боксёру с Тайваня Яну Юйдину, и не смог пройти квалификацию к Олимпиаде 2012 года.
В начале октября 2014 года стал серебряным призёром Азиатских игр в Инчхоне (Республика Корея), в категории до 75 кг, где он в финале по очкам (0:3) проиграл опытному казаху Жанибеку Алимханулы.
В сентябре 2019 года участвовал на чемпионате мира в Екатеринбурге (Россия), в категории до 81 кг, но в первом же раунде соревнований по очкам (0:5) проиграл боксёру из Уэльса Сэмми Ли.

### Олимпийские игры 2020 года
В марте 2020 года, в Аммане (Иордания) занял 3-е место на Олимпийском квалификационном турнире от Азии/Океании, в полуфинале по очкам (0:5) проиграв опытному казахстанскому боксёру Бекзату Нурдаулетову, но всё же прошёл квалификацию к Олимпиаде 2020 года.
Затем в 2020 году началась коронавирусная пандемия COVID-19, жёсткий коронавирусный карантин в Иордании и по всей Азии, и отсутствие соревновательной практики.
И в июле 2021 года он участвовал в Олимпийских играх в Токио, в категории до 81 кг, где в 1/16 финала соревнований по очкам (счёт: 2:3) проиграл опытному хорватскому боксёру Луке Плантичу.

### 2021—2022 годы
В конце октября 2021 года в Белграде (Сербия) участвовал на чемпионате мира, в категории до 86 кг, где он в 1/16 финала соревнований по очкам (5:0) победил кенийского боксёра Хезрона Маганга Сабата, но в 1/8 финала по очкам (0:4) проиграл опытному кубинцу Хериче Руису, — который в итоге стал бронзовым призёром чемпионата мира 2021 года.
В ноябре 2022 года стал серебряным призёром чемпионата Азии в Аммане (Иордания) в категории до 86 кг. Где он в четвертьфинале раздельным решением судей (счёт: 3:2) победил опытного узбекского боксёра Шохжахона Абдуллаева, затем в полуфинале единогласным решением судей победил опытного казаха Сагындыка Тогамбая, но в финале решением большинства судей проиграл боксёру из Таиланда Джаккапонгу Йомхоту.